# Тихоново (Московская область)
Ти́хоново — деревня в Можайском районе Московской области, в составе городского поселения Можайск. Численность постоянного населения по Всероссийской переписи 2010 года — 70 человек, в деревне числятся 1 улица и 1 садовое товарищество. До 2006 года Тихоново входило в состав Кукаринского сельского округа.
Деревня расположена в центральной части района, в излучине левого берега Москва-реки, примерно в 3 км к северо-западу от Можайска, высота центра над уровнем моря 182 м. Ближайшие населённые пункты — Тетерино, посёлок Медико-Инструментального Завода и Марфин-Брод.